# Dell
Pour les articles homonymes, voir Dell (homonymie).
Dell Technologies, Inc est une entreprise américaine troisième plus grand constructeur d'ordinateurs au monde en 2012 derrière Hewlett-Packard et Lenovo. Son siège est basé à Round Rock dans l'État du Texas.
Même si Dell Computer est surtout connu pour les PC qu'il conçoit, fabrique et vend aux particuliers et aux professionnels, il est également présent sur les marchés de serveurs d'entreprise, de systèmes de sauvegarde et stockage de données et du matériel spécifique aux réseaux informatiques. Dell propose également des logiciels et des périphériques comme des imprimantes, appareils photos numériques, et beaucoup d'autres encore. Dell était coté au Nasdaq à New York sous le symbole DELL jusqu'en 2013, sorti de la bourse en 2013 et réintroduit en 2018.

## Histoire

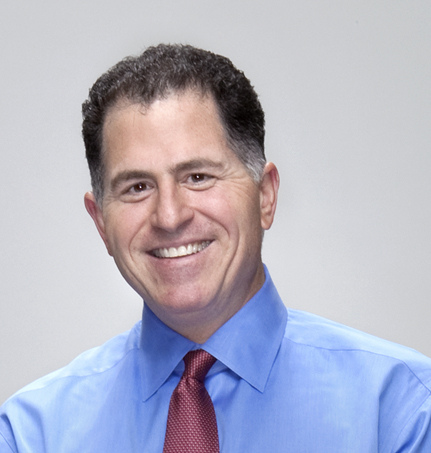
Michael Dell, PDG fondateur du groupe auquel il a donné son nom.

### 1984 - 1999

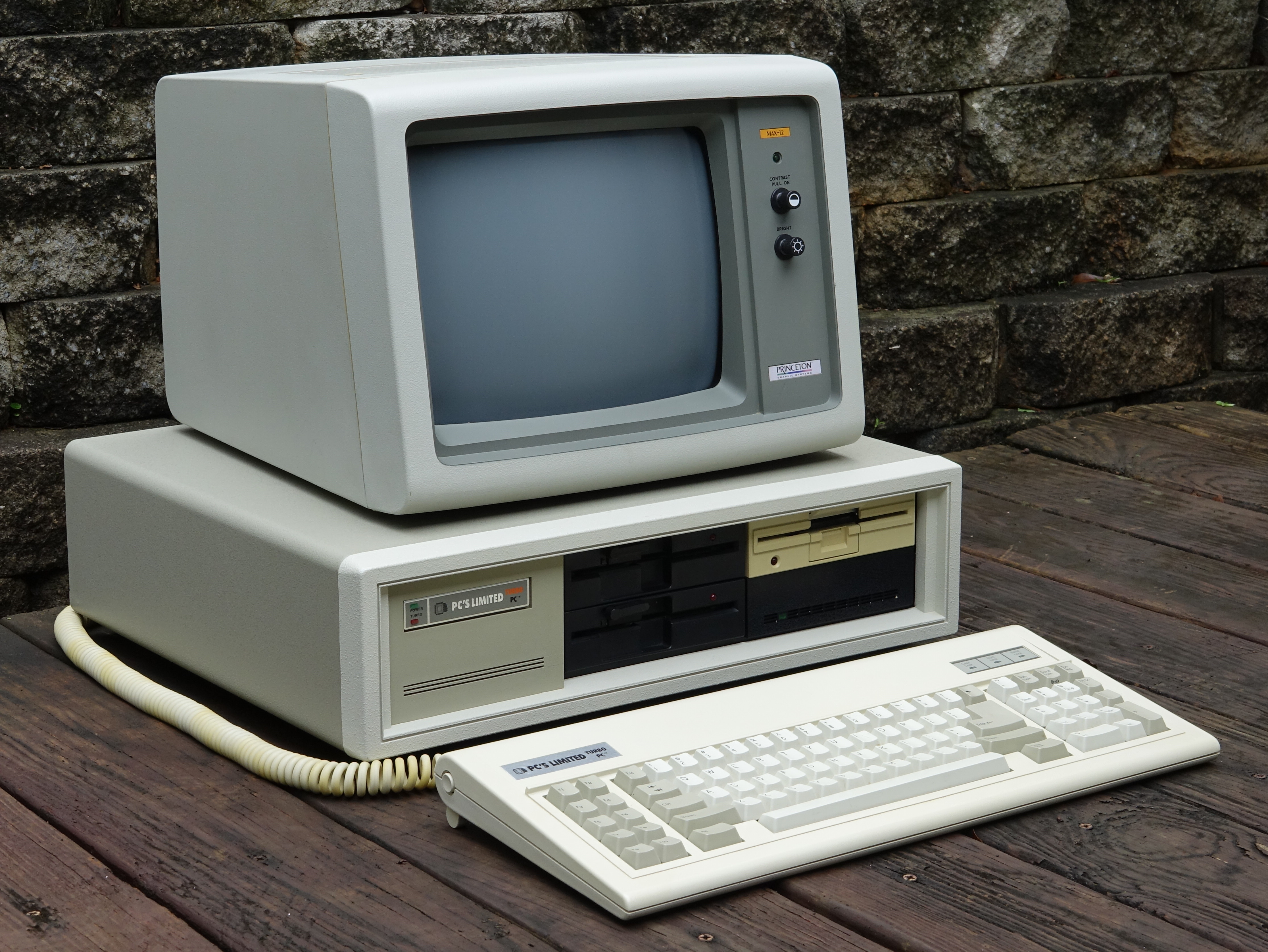
Dell PC's Limited Turbo

L'entreprise a été créée par Michael Dell en 1984 sous le nom de PC's Limited alors qu'il n'était encore qu'un étudiant à l'université d'Austin au Texas. Dell a été créée au Texas en 1984 avec un capital de 1 000 dollars US, le minimum autorisé par la loi du Texas. Il assemble ses premiers ordinateurs dans sa chambre d'étudiant, le premier sera le Dell Turbo, qui contient un processeur Intel 8088 à 8 mégahertz. L'entreprise prend rapidement de l'ampleur, et Michael Dell arrête ses études dès l'âge de dix-neuf ans pour se consacrer à sa société à plein temps.
En 1987, la compagnie est rebaptisée Dell Computer Corporation. En 1992 elle est classée dans les 500 premières entreprises américaines. En juin 1996, Dell n'est encore que le septième constructeur mondial de PC[réf. nécessaire] lorsqu'il décide d'encourager la montée en gamme de son grand fournisseur Intel vers les processeurs plus puissants de la gamme Pentium, avec pour objectif de vendre aussi des petits, puis des moyens serveurs, marché moins concurrentiel que le PC et doté de marges bénéficiaires plus importantes. Ce mouvement a contribué à la très forte hausse des sociétés de technologie de la seconde partie des années 1990.
La montée en gamme des Pentium, en même temps que celle d'Internet, est à l'origine des nouveaux usages du PC : musique MP3, vidéo, jeux vidéo et multi-connexion à plusieurs sites Internet en même temps.
En 1999, Dell a rattrapé le fabricant Compaq, puis le dépasse pour devenir le plus grand vendeur de PC aux États-Unis. En 2002, Dell perd la première place au profit de Hewlett-Packard (après sa fusion avec Compaq la même année)[réf. nécessaire].

### Depuis 2000

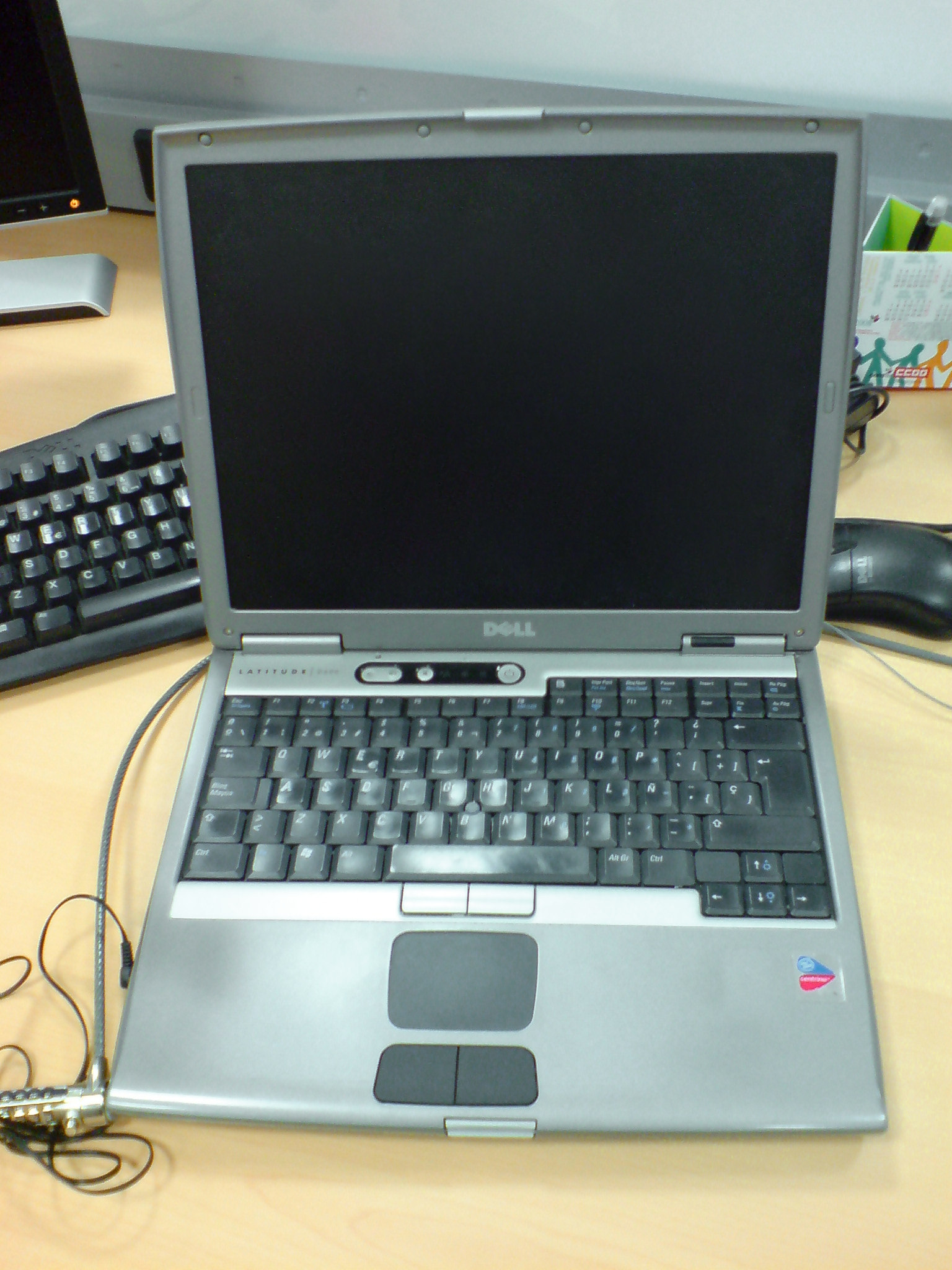
Dell Latitude D600

En 2003, pour affirmer le développement de l'entreprise au-delà de la vente d'ordinateurs, les actionnaires ont approuvé le changement de nom de la compagnie en « Dell, Inc ».
La stratégie de développement de Dell, qui élimine les intermédiaires, permet une réponse rapide aux commandes des clients. En effet, c'est sur Internet ou par téléphone que le client va concevoir son ordinateur à sa guise et le commander. Cela permet d'éviter d'avoir des stocks d'ordinateurs et de pièces détachées importants, chaque ordinateur étant monté sur mesure et les pièces nécessaires à son montage achetées en flux-tendu et au meilleur prix. De plus, le client paye son PC immédiatement après l'avoir commandé ce qui diminue très fortement tout risque d'impayé et optimise la trésorerie de l'entreprise. Dell disposait de deux usines d'assemblage en Europe, une à Limerick en Irlande (fermée en 2009) et une deuxième à Łódź en Pologne (nouvelle usine ouverte en 2008).

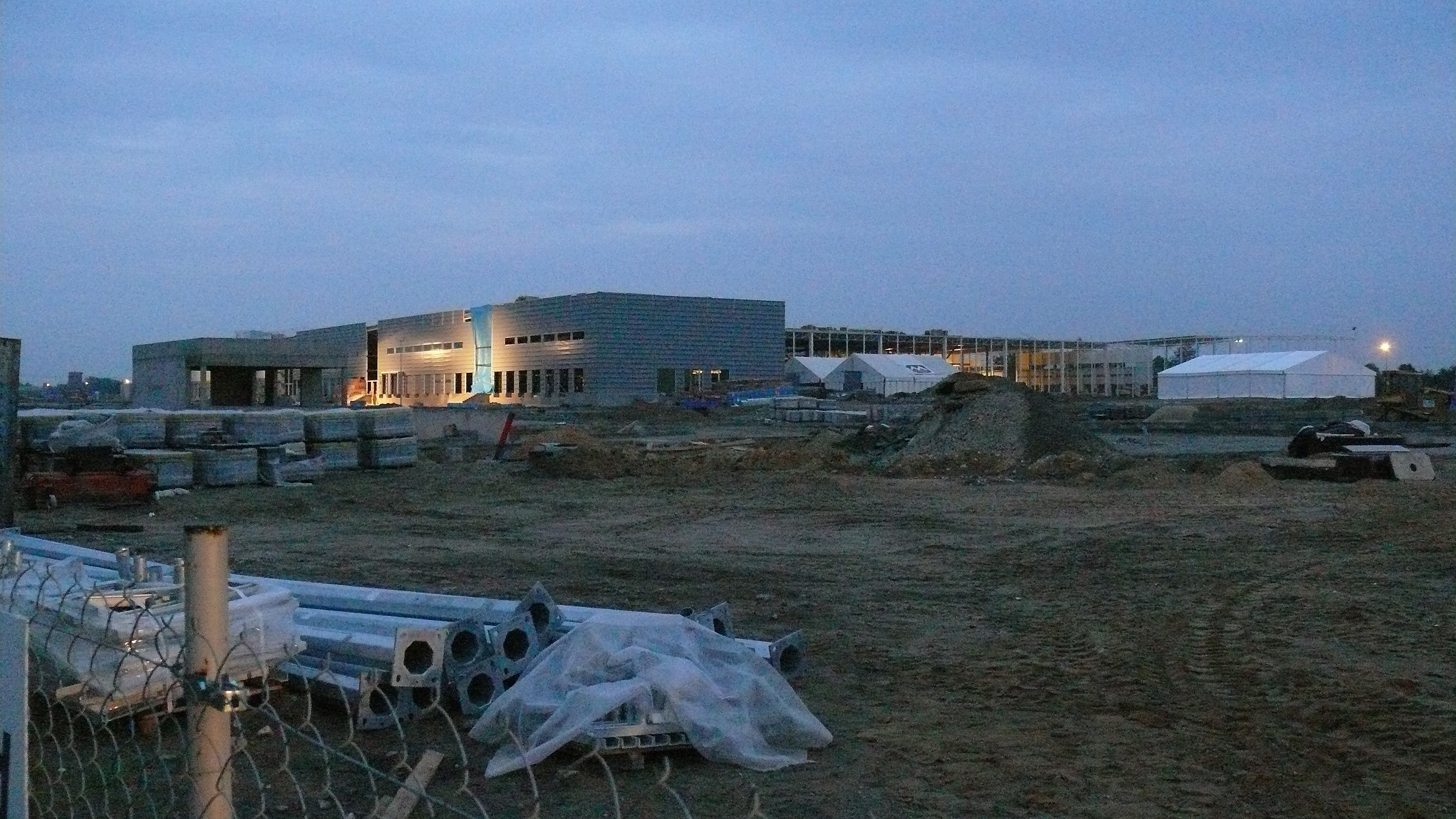
Usine d'assemblage de Lodz en Pologne.

En novembre 2004, Dell a une capitalisation boursière de 30 milliards de dollars US et des bénéfices nets pour l'exercice 2010 d'approximativement 3,2 milliards de dollars US.
Le 22 décembre 2004, la compagnie a annoncé la construction d'une nouvelle usine d'assemblage près de Winston-Salem, dans l'État de Caroline du Nord ; la ville et le comté ont investi au profit de Dell 37,2 millions de dollars US pour cela. D'autre part, l'État de Caroline du Nord a subventionné le projet avec approximativement 250 millions de dollars d'incitations et d'allègements fiscaux.
En mai 2006 Dell annonce un nouveau partenariat avec le fondeur de processeurs AMD, mettant ainsi fin à 22 ans de relations exclusives avec Intel.
Le modèle économique employé par Dell jusque-là atteint ses limites et conduit en 2007 la société à perdre sa place de leader mondial du marché des PC au profit de Hewlett-Packard. Depuis son retour aux commandes de la société, le fondateur Michael Dell tente d'imposer un virage stratégique à son groupe.
Afin de se développer sur le marché grand public, Dell adopte le principe de la vente indirecte[Quoi ?] et signe plusieurs accords de distribution avec des grandes chaînes de magasin comme Wal-Mart, Best Buy et Staples (aux États-Unis), Carphone Warehouse et Tesco (au Royaume-Uni, en Irlande, en Pologne, en République tchèque et en Slovaquie), Gome (en Chine) ou encore le Groupe Carrefour (en France, Espagne, Belgique…). De nouvelles usines sont ouvertes en Asie. La conception du système de production et de la chaîne logistique est révisée. Il n'est plus possible de travailler en flux tendus comme auparavant. Il faut fabriquer à l'avance et constituer des stocks, gérer les invendus des distributeurs, etc. La plupart des ordinateurs sont fabriqués à l'usine Dell de Xiamen en Chine sous-traitée par le groupe Syncreon Technology. Pour la livraison il s'agit du transporteur UPS qui livre les ordinateurs a l'adresse renseignée lors de la commande. Pour les commandes en grandes quantités c'est Fedex Express (anciennement TAT Express) qui livre les commandes. Contrairement au site de Dell aux États-Unis le site France ne propose pas à ses clients de choisir le transporteur. La plupart des produits Dell sont expédiés à partir de l'usine de Xiamen, les produits préfabriqués sont expédiés depuis l’entrepôt de Syncreon Technology à Waalwijk aux Pays-Bas.
Sur le marché des PME et des entreprises, Dell tente de se positionner en tant que fournisseur de solutions complètes, et non plus seulement en tant que fabricant de matériel. Pour cela il incorpore de nouvelles options en termes de technologies et de prestations de service aux entreprises. Par exemple, le groupe se lance sur le marché des solutions dites de streaming, basées sur un client centralisé en partenariat avec le fournisseur de logiciels Citrix. Dell se positionne également sur le marché des communications unifiées en annonçant un accord avec Microsoft et Nortel, ce qui lui permet de proposer à ses clients l'ensemble des produits de la gamme télécoms entreprise de Nortel, incluant les équipements de réseaux, les produits de communications unifiées développés dans le cadre de l'alliance "ICA" de Nortel et Microsoft et des prestations de service,.
Dell poursuit sa politique d'acquisition, et rachète la société israélienne Exanet, spécialisée en solutions NAS, en février 2010.
En juillet 2011, Dell annonce le rachat de Force10 Networks, fabricant américain d'équipements réseau, qui développe en particulier des switchs réseau 10 et 100 Gb.
En septembre 2012, Dell rachète l'éditeur de logiciel d'outils de bases de données Quest Software.
Le 5 février 2013, Dell a annoncé son intention de quitter le cours boursier pour se mettre à l'abri des marchés financiers. L'entreprise a été rachetée par son fondateur Michael Dell, avec un appui financier de Microsoft (2 milliards de dollars), et du fonds d'investissement Silver Lake ; elle est devenue une société privée le 1er novembre 2013.
En octobre 2015, Dell fait une offre d'acquisition de 67 milliards de dollars, sur EMC, une entreprise américaine présente dans les baies de serveurs et les logiciels de virtualisation. Cette opération permet à Dell de mieux se positionner vis-à-vis des professionnels. Cette offre, en liquidité et en actions Dell, est acceptée par la direction d'EMC. En novembre 2015, Dell annonce la cession prochaine de 10 milliards de dollars dans le but de financer l'acquisition d'EMC. En mars 2016, NTT Data annonce faire l'acquisition des services informatiques de Dell, comprenant notamment Perot Systems, pour un montant de 2.7 milliards d'euros.
Au cours de la conférence EMC World 2016 à Las Vegas aux États-Unis, Michael Dell annonce le changement de nom de la marque à la suite du rachat d'EMC en Dell Technologies.
En septembre 2016, OpenText annonce l'acquisition des activités de gestion de documents numériques de Dell-EMC pour 1,62 milliard de dollars.
Dell participe au consortium Gen-Z ayant pour but de définir un nouveau protocole d'interconnexion mémoire pour les serveurs informatiques.
En février 2020, Dell annonce la vente de ses activités de cybersécurité RSA pour 2,08 milliards de dollars. En 2020, grâce à l'explosion du télétravail, l'entreprise Dell enregistre une forte augmentation de ventes de PC. Le constructeur annonçait avoir vendu 50,3 millions de PC soit 1,34 milliard de dollars de bénéfices pour un chiffre d'affaires de 26,11 milliards de dollars (en hausse de 9 % par rapport à l'année précédente).
En avril 2021, Dell annonce la scission de VMware avec le rachat par VMware lui même d'une participation de 81 % qu'avait Dell dans VMware, pour environ 11 à 12 milliards de dollars. Scission qui est effectuée en novembre 2021
En février 2023, après avoir réalisé un bénéfice net de 4,4 milliards de dollars sur les neuf premiers mois de son exercice fiscal 2022, Dell annonce la suppression d'environ 6 650 emplois compte tenu de ces mauvais résultats.

## Produits

### Ordinateurs

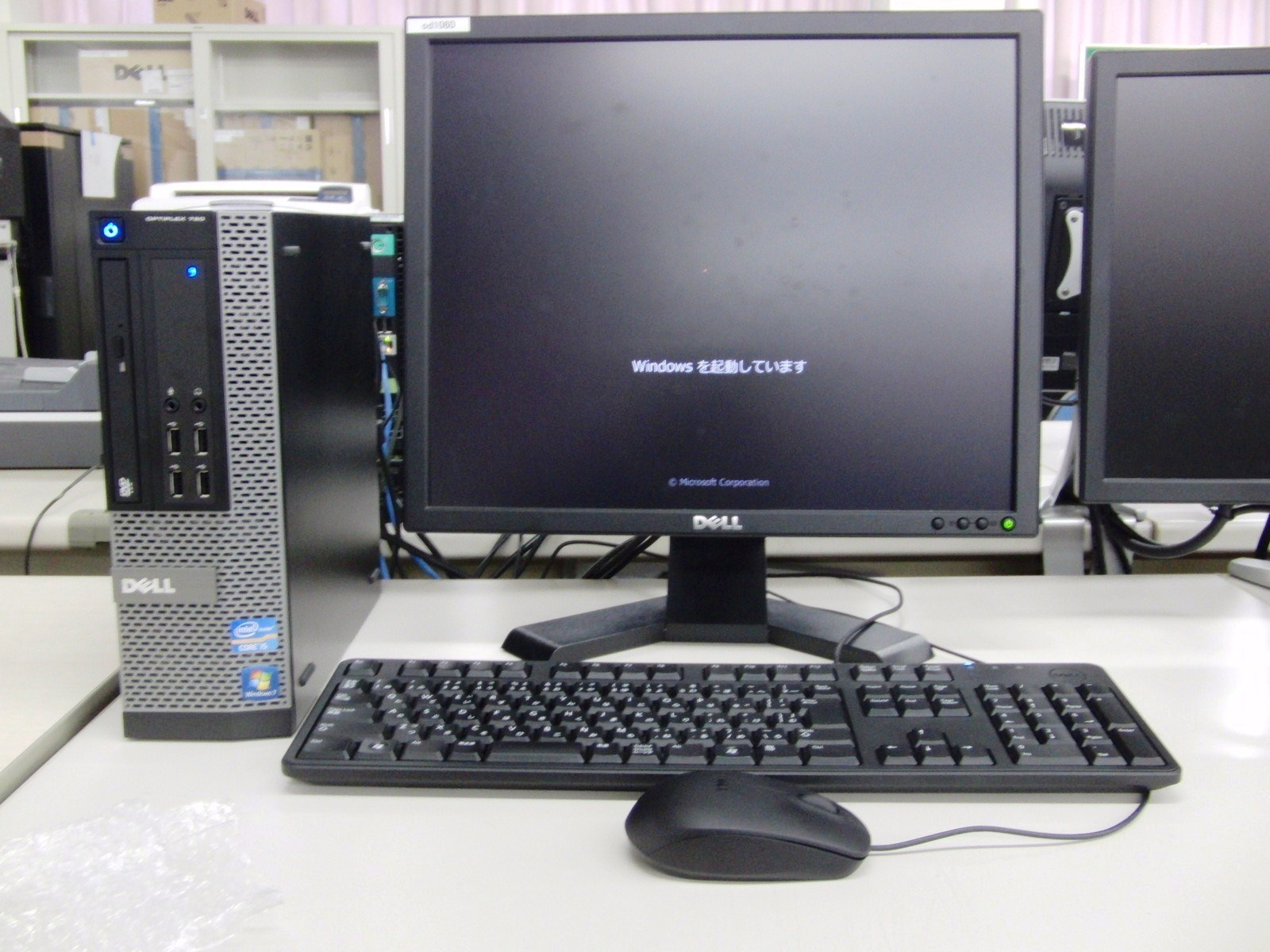
Un PC fixe Dell Optiplex 790

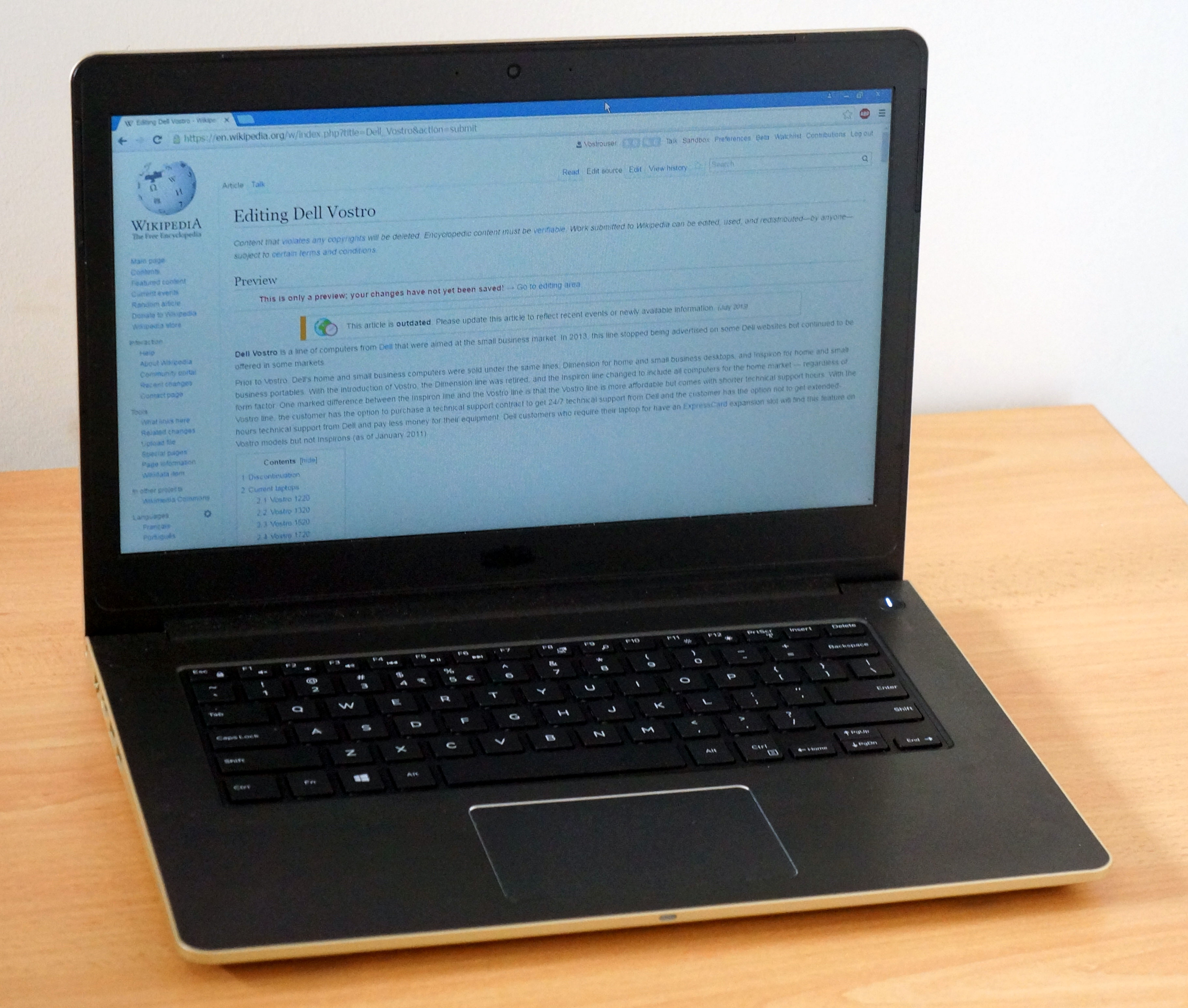
Un Ordinateur Dell Vostro 14

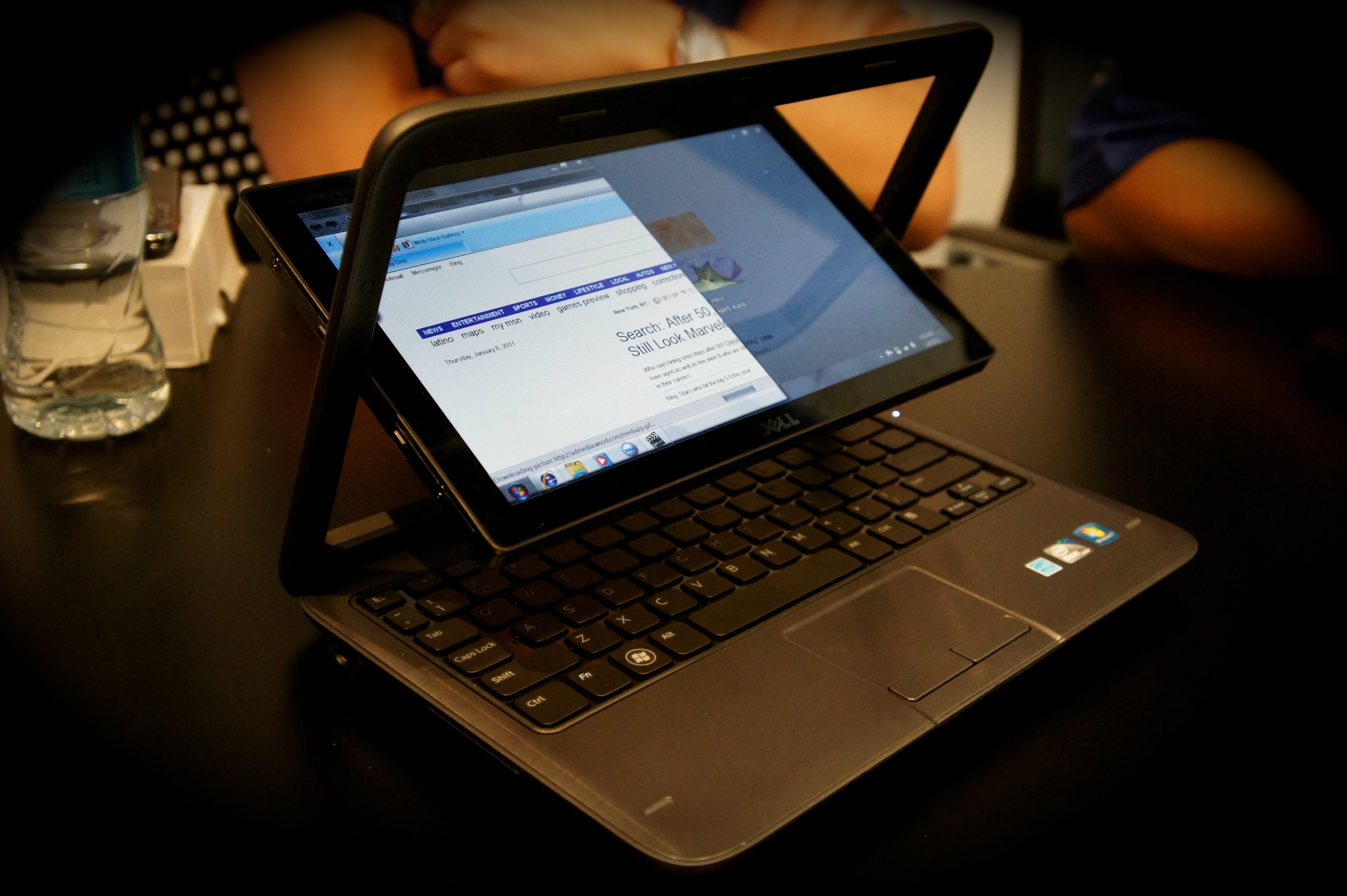
Un Ordinateur 2/1 Dell Inspiron Duo

La gamme des systèmes de marque Dell se décline en divers noms :
Pour l'entreprise :
- OptiPlex (PC fixes)
- Vostro (PC fixes et portables)
- Latitude (PC portables) et Latitude ATG (PC portables renforcés)
- Precision (Stations de travail fixes et portables)
- PowerEdge (Serveurs)
- PowerVault (Stockage)
- Dell EqualLogic (Stockage)
- Dell Compellent (Stockage)
- PowerConnect (Réseau)
- DellNetworking (N) (Réseau)
- Force10 (Réseau)

Pour le particulier :
- XPS (Anciennement pour le jeu. Actuellement[Quand ?] ce modèle est conçu pour être mobile et performant)
- Inspiron (PC fixes et portables)
- Alienware (PC fixes et portables spécialement configurés pour les jeux)

Pour l'entreprise et le particulier :
- Axim (PDA)
- SmartPC
- Vostro (PC fixes, portables et mini-ultra-portables)
- Dell Adamo (PC portables ultra fins et au design luxueux)

La gamme Axim est celle des Assistants Personnels de Dell (PDA). Selon le site spécialisé Mobimania, Dell aurait décidé de se désengager de ce secteur dont il détient la deuxième place mondiale en termes de parts de marché.

### Système d'exploitation
Dell installe les systèmes d'exploitation Windows 7/8.1/10 Version Professionnelle pour les clients professionnels et Windows 8.1/10 Édition Familiale pour les clients particuliers. Néanmoins, il était possible de choisir Windows XP pré-installé en Donwgrade à partir d'une Licence Windows Vista ou Windows 7 Professionnel. Dell propose également le système d'exploitation libre (Gnu/Linux) Ubuntu sur certains de ses ordinateurs portables et de bureau et Windows Server, Red Hat et  SuSE Linux pour ses serveurs. Certains ordinateurs, réservés à une clientèle d'entreprises achetant leurs licences directement chez l'éditeur, sont vendus sans système d'exploitation graphique (N-series), et sont fournis avec FreeDOS. Sur les ordinateurs équipés de Microsoft Windows, Dell installe un grand nombre d'autres logiciels pour la récupération système, les mises à jour, le divertissement, néanmoins il reste possible au moment de la commande de choisir des options supplémentaires comme le pack Microsoft Office et les logiciels de productivité & l'antivirus.

### Autres produits
Dell a montré son intérêt dans des produits divers, tel que le Dell DJ, un lecteur MP3 portatif, des clés USB, des téléviseurs, des PC de poche, des sacs à dos, des sacoches, et pendant un court temps, la téléphonie (Dell Streak), etc. Cette diversification est liée au ralentissement de la vente par correspondance des ordinateurs et à l'érosion des marges. DELL reste bien présent sur les marchés des écrans plats et des imprimantes (jet d'encre et laser).

## Principaux actionnaires
Au 5 janvier 2020 :
| Dodge & Cox                         | 10,3% |
| Capital Research & Management W.I.  | 5,68% |
| Elliott Management Corp.            | 5,61% |
| Icahn Associates Holding            | 5,53% |
| Temasek Holdings I.M.               | 5,51% |
| The Vanguard Group                  | 4,27% |
| GIC Pte I.M.                        | 3,92% |
| MSD Capital                         | 3,92% |
| Davidson Kempner Capital Management | 3,27% |
| The Baupost Group                   | 2,38% |